# Uhrturm von Gjakova

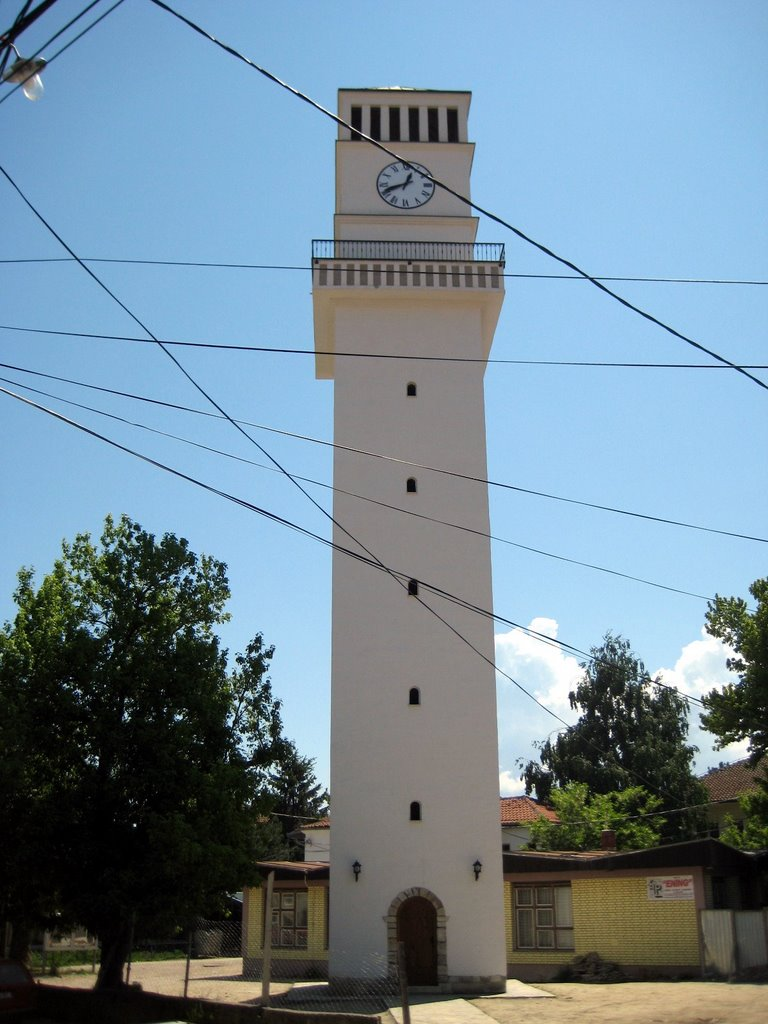
Vorderansicht mit römisch bezifferter Uhr

Der Uhrturm von Gjakova (albanisch Kulla e Sahatit e Gjakovës oder kurz Kulla e Sahatit, manchmal auch Sahat-Kulla) wurde 1597 kurz nach der Errichtung der naheliegenden Hadum-Moschee erbaut. 2009 ließ die Stadtverwaltung ihn vollständig renovieren. Er befindet sich im Zentrum der Altstadt in der Nähe des historischen Basar (alb. Çarshia e vjetër) von Gjakova.

## Einzelbelege
1. ↑  gjakovapress.com: Përurohet Kulla e Sahatit në Gjakovë. 11. November 2009, archiviert vom Original am 8. Juli 2012; abgerufen am 31. Januar 2011.

Koordinaten: 42° 22′ 50″ N, 20° 25′ 41″ O